# J. R. Pinnock
Pour les articles homonymes, voir Pinnock (homonymie).
Danilo Agustin « J.R. » Pinnock (né le 11 décembre 1983 à Fort Hood, au Texas) est un joueur américain d'origine panaméenne de basket-ball, évoluant au poste d'ailier.